# Пол, Найджел
Найджел Пол (англ. Nigel Paul; род. 27 июня 1989, Чагуанас, Тринидад и Тобаго) — тринидадский боксёр-любитель, выступающий в супертяжёлой весовой категории. Член национальной сборной Тринидада и Тобаго, участник Олимпийских игр 2016 года, бронзовый призёр чемпионата мира (2021), бронзовый призёр Панамериканского чемпионата (2017), бронзовый призёр Игр Центральной Америки и Карибского бассейна (2018), многократный победитель и призёр международных и национальных турниров в любителях.

## Биография
Найджел Пол родился 27 июня 1989 года в городе Чагуанас, в Тринидад и Тобаго.

## Любительская карьера
В апреле 2016 года выступил в полупрофессиональной лиге World Series of Boxing в супертяжёлом весе, где потерпел поражение техническим нокаутом в 1-м раунде от англичанина Фрейзера Кларка.

### Олимпийские игры 2016 года
В марте 2016 года Найджел занял 2-е место на Американском Олимпийском квалификационном турнире и прошёл квалификацию на Олимпийские игры 2016 года. В четвертьфинале турнира он победил венесуэльца Эдгара Муньоса (3:0), затем в полуфинале победил опытного аргентинца Кевина Эспиндола (3:0), но затем в финале проиграл кубинцу Ленье Перо (0:3), — и таким образом, получил право на участие в Олимпиаде. В отборочном турнире Найджел обошёл таких перспективных боксёров — надежд сборной США как Дармани Рока, которого победил Марло Мур, а последнего в 1/8 раунда турнира победил канадец Аарон Хаггинс (2:1).
И в августе 2016 года в Рио-де-Жанейро (Бразилия) стал участником Олимпийских игр в весе свыше 91 кг, но в в 1/8 финала соревнований он проиграл эффектным нокаутом в 1-м же раунде боксёру из Нигерии Эфе Аджагбе.

### 2017—2018 годы
В июне 2017 года в городе Тегусигальпа (Гондурас) завоевал бронзу континентального Панамериканского чемпионата по боксу, в весе свыше 91 кг, где он в полуфинале по очкам (0:5) проиграл опытному колумбийцу Кристиану Сальседо.
В апреле 2018 года в Голд-Косте (Австралия) участвовал в Играх Содружества, где в четвертьфинале решением большинства судей проиграл индийскому боксёру Сатишу Кумару.
В августе 2018 года стал бронзовым призёром Игр Центральной Америки и Карибского бассейна в Барранкилье (Колумбия), в весе свыше 91 кг, где он в полуфинале по очкам (2:3) проиграл опытному кубинцу Хосе Лардуэту.

### 2019—2021 годы
В сентябре 2019 года принимал участие на чемпионате мира в Екатеринбурге (Россия), на котором в категории свыше 91 кг, в 1/16 финала по очкам победил единогласным решением судей (счёт: 5:0) боксёра из Турции Мухаммеда Айдына, но в 1/8 финала досрочно техническим нокаутом во 2-м раунде проиграл боксёру из Австралии Джастису Хани.
В начале ноября 2021 года в Белграде (Сербия), стал бронзовым призёром чемпионата мира в категории свыше 92 кг. Там он в 1/16 финала победил по очкам раздельным решением судей (счёт: 4:1) албанца Нельсона Хиса, в 1/8 финала победил по очкам раздельным решением судей (счёт: 4:1) испанца Айюба Гадфа Дрисси, в четвертьфинале победил по очкам раздельным решением судей (счёт: 4:1) турка Берата Ачара, но в полуфинале проиграл по очкам раздельным решением судей (счёт: 1:4) российскому боксёру Марку Петровскому.

### 2022—2023 годы
В начале августа 2022 года участвовал в Играх Содружества в Бирмингеме (Великобритания), где он в 1/8 финала досрочно техническим нокаутом в 1-м раунде победил боксёра с острова Маврикий Жана Отенди, но в четвертьфинале по очкам единогласным решением судей проиграл англичанину Делишесу Ори.
В мае 2023 года, в Ташкенте (Узбекистан) участвовал на чемпионате мира в весе свыше 92 кг. Где он в 1/16 финала соревнований досрочно победил киргизского боксёра Уматбека Элчоро уулу, но затем в 1/8 финала по очкам единогласным решением судей (0:5) проиграл опытному этническому египтянину выступающему за Австрию Ахмеду Хагагу.